# Nostoc Lake
Nostoc Lake är en sjö i Antarktis. Den ligger i Östantarktis. Argentina och Storbritannien gör anspråk på området. Nostoc Lake ligger 414 meter över havet.